# Чародеев, Александр Васильевич
Александр Васильевич Чародеев (укр. Чародєєв; род. 24 августа 1955 года, Чулковка Пролетарского района г. Сталино) — украинский политик.
В 1977 окончил Донецкий политехнический институт, горный инженер. Работал на Шахте имени Скочинского до 1990 года. Член КПСС в 1980—1990. В марте 1990 года был избран народным депутатом Украины и депутатом Донецкого горсовета. Работал в постоянной комиссии ВРУ по иностранным делам. В феврале 1993 принимал участие в создании ПАЧЭС и был избран вице-президентом организации. Примыкал к партии Гражданский конгресс, затем в 2000 году основал и возглавил партию «Свет с Востока».
Народный депутат Верховной рады Украины I и III созывов.
Как вице-президент Парламентской ассамблеи Черноморского экономического сотрудничества был наблюдателем в составе украинской делегации на выборах Президента Белоруссии в 2001 году, на выборах парламента Белоруссии в октябре 2000 года. Зампредседателя ВОО "ЗУБР".
Сын Федор (1975), дочь Роксана (1983). 